# Voivodato della Cuiavia-Pomerania
Il voivodato della Cuiavia-Pomerania (in polacco Województwo Kujawsko-Pomorskie) è uno dei 16 voivodati della Polonia. Il voivodato si trova nel centro-nord del territorio polacco ed è stato creato con la riforma del 1999 dalla fusione dei precedenti voivodati di Bydgoszcz, di Toruń e di Włocławek.
I capoluoghi del voivodato sono Bydgoszcz come sede del voivoda, dell'amministrazione finanziaria, delle risorse interne e della Polizia, mentre Toruń è sede del Maresciallo del voivodato (Marszałek), del suo governo e del parlamento (Sejmik).

## Storia
Il voivodato della Cuiavia-Pomerania venne creato il 1º gennaio 1999, come risultato della riforma dell governo locale polacco adottata nel 1998. Comprendendo al suo interno i territori degli ex voivodati di Bydgoszcz, Toruń e Włocławek. L'area adesso conosciuta come Cuiavia-Pomerania era precedentemente divisa tra la regione della Cuiavia e il feudo polacco della Prussia Reale. Delle due città principali dell'attuale voivodato della Cuiavia-Pomerania, una è (Bydgoszcz) storicamente situato in Cuiavia, mentre l'altra (Toruń) era un'importante città della Prussia Reale.

### Storia della Cuiavia
Agli inizi dello stato in Cuiavia sono collegati con lo stato tribale dei Goplanie. I Goplanie, che alcuni ricercatori identificano con i Mazowszanie-Kłobianie o semplicemente con i Cuiaviani,
avevano creato un proprio stato con i principali centri a Gniezno e Kruszwica.
In quel momento, furono conquistati da un'altra tribù, i Polani. Secondo Andrzej Bańkowski, i Polani si stabilirono nella regione della Grande Polonia dopo aver lasciato, insieme con i Moravi, i loro ex territori in Pannonia, conquistati dagli Avari. Secondo alcune ricerche, durante la guerra tra i Polani e i Goplanie, i Polani furono supportati dall'esercito della Grande Moravia. A seguito dell'occupazione dei territori dei Goplanie, le terre della Cuiavia furono sottoposte a una forte influenza della cultura pannonica, perdendo il loro originario spirito masoviano.
Il nome Cuiavia venne usato per la prima volta nel 1136, nella Bolla di Gniezno.
Essa riguarderà solo più tardi la regione della Cuiavia, confinante con il fiume Vistola. Dal XIII secolo questo nome iniziò a essere usato per definire le terre dei Kruszwicko-Włocławski.
Boleslao III di Polonia, al momento della sua morte nel 1138, evento che diede avvio alla frammentazione del regno polacco, suddivise i suoi domini tra i quattro figli: tra questi Boleslao IV (1125–1173) ottenne la Masovia e la Cuiavia costituendo il ducato indipendente di Masovia-Cuiavia, con capitale Płock,
Nel 1186, la regione fu conquistata da Mieszko III il Vecchio, che instaurò il Ducato di Kuyaviajawy per uno dei figli, Bolesław. Dopo la morte di quest'ultimo, avvenuta nel 1195, il ducato fu reicorporato nel Ducato di Masovia-Cuiavia. All'incirca nel 1231, il Duca Corrado I di Masovia ristabilì il ducato come proprietà del figlio Casimiro I di Cuiavia. Dopo la sua morte nel 1267, il ducato fu ulteriormente diviso in due ducati separati: Inowrocław e Brześć-Kujawy, governati dai suoi successori.

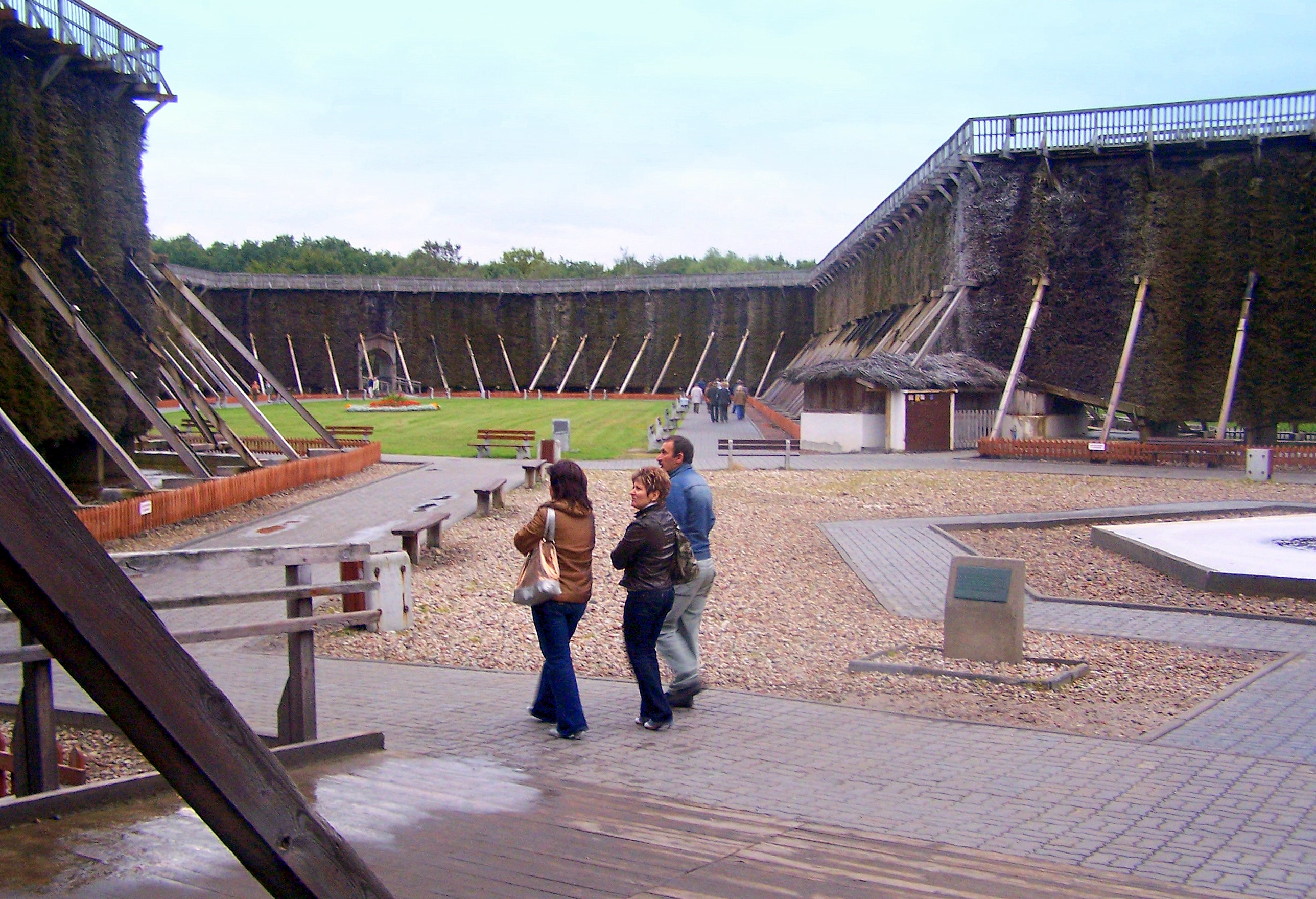
Inowrocław è famosa per le sue miniere di sale

Nel 1332 la regione della Cuiavia fu conquistata dai Teutoni, che la controllarono fino al 1343. Infatti il loro dominio sulla regione fu giudicato fuorilegge dalla corte papale e entro il 1364 la Polonia riconquistò tutti i territori.
Tuttavia, nel XIV e XV secolo la Cuiavia continuò più di una volta a essere oggetto di disputa tra i polacchi e teutonici.
Dopo l'unione delle terre polacche nel XIV secolo venne introdotta la divisione in province e contee. Questa divisione finalizzata nel XV secolo, esistette fino alla caduta della Confederazione Polacco-Lituana. Nel XV secolo la Cuiavia venne divisa in due province: Brześć-Kujawy e Inowrocław con un consiglio regionale condiviso a Radziejów. La provincia di Brześć-Kujawy fu divisa in cinque tribunali distrettuali: Brześć, Kowalsk, Kruszwica, Prządeck e Radziejów. La provincia di Inowrocław fu divisa nelle due contee di Bydgoszcz e Inowrocław.
Come risultato della Prima spartizione della Polonia, nel 1772, il Regno di Prussia prese una considerabile parte della provincia di Inowrocław e la parte occidentale della provincia di Brześć-Kujawy. Dopo la Seconda spartizione della Polonia, nel 1793, tutta la Cuiavia venne annessa Prussia. Nel 1815 per disposizione del Congresso di Vienna, la Cuiavia venne divisa tra il Regno di Polonia (rimasto in una unione personale con la Russia) e il Regno di Prussia. La provincia Brześć-Kujawy (contee: Aleksandrów, Radziejów e Włocławek) restò al Regno di Polonia. La provincia di Inowrocław (con le contee di Inowrocław e Mogileńs) venne incamerata dalla Prussia.
Questa divisione rimase fino agli inizi della prima guerra mondiale. Nel 1909 venne istituito a Włocławek il museo distrettuale di Kujawy e Dobrzyń. Venne fondato dal Società turistica polacca.
Al tempo della Seconda Repubblica di Polonia, dal 1938, la parte occidentale della Cuiavia apparteneva alla provincia Poznański, e l'altra, orientale, apparteneva alla provincia di Varsavia. Nel 1938 quasi tutta la Cuiavia diventò una parte della Provincia della Pomerania. Nel 1934 venne costruito il Museo Nadgoplańskie a Kruszwica;poi aperto al pubblico nel 1939, il quale aveva una preziosa collezione di oggetti etnografici, tra cui: arredamento e abbigliamento.

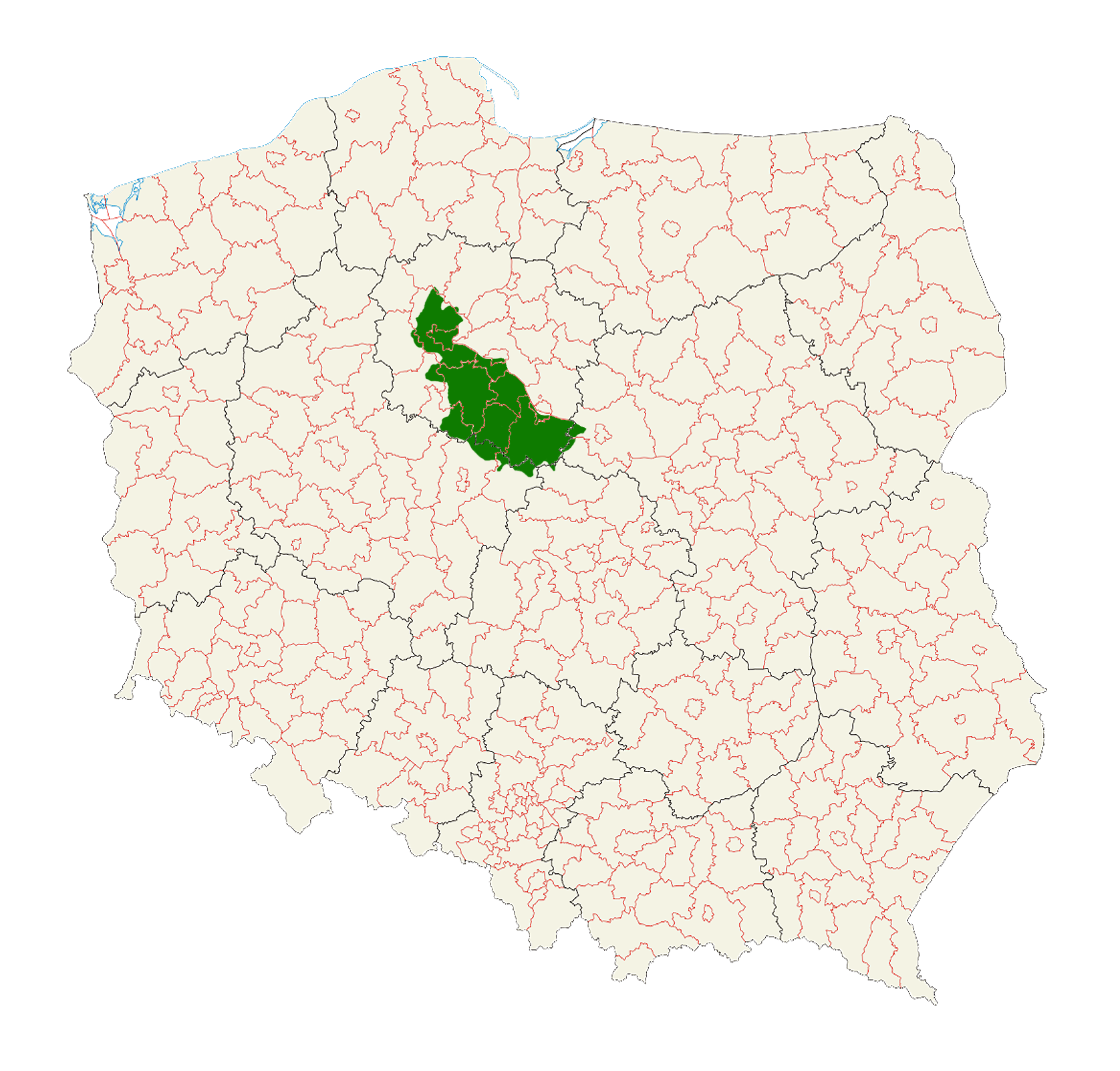
Localizzazione della Cuiavia nella mappa dei voivodati e dei distretti

Durante la Seconda guerra mondiale quasi tutta la Cuiavia venne inglobata nei confini del distretto di Warta “Warthegau”, eccetto la regione di Bydgoszcz che era unita al Reichsgau Danzig-Westpreußen (Danzica-Prussia occidentale).
Negli anni 1945–1975 la Cuiavia era nei confini della provincia di Bydgoszcz. La provincia di Włocławek fu istituita nel 1975, e la parte occidentale della Cuiavia rimase alla provincia Bydgoszcz. Nel 1999 quasi l'intera della Cuiavia fu unita al voivodato della Cuiavia-Pomerania. Inoltre piccole parti della Cuiavia furono incluse nei confini della Masovia (regioni tra il confine della provincia e il fiume Skrwa) e il voivodato della Grande Polonia (Przedecz, Wierzbinek).

### Storia della Prussia Reale

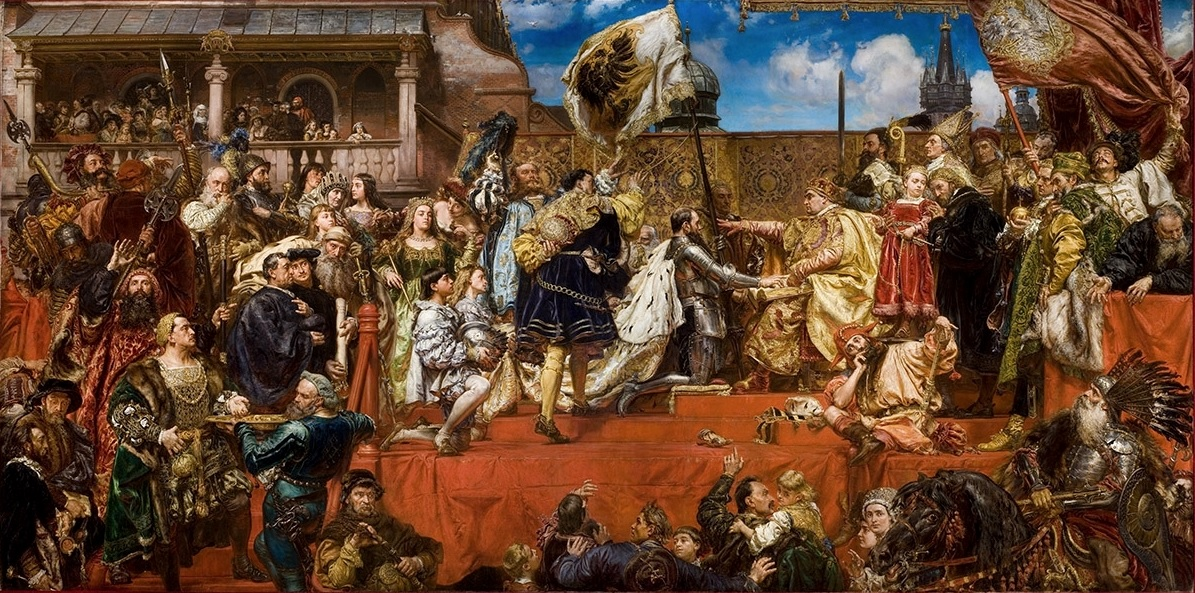
Alberto, Duca di Prussia che porge gli omaggi al Re di Polonia Sigismondo I Jagellone, detto il vecchio

Prima dell'invasione dei Cavalieri teutonici agli inizi del XIV secolo, la regione includeva la Pomerelia e la porzione sud-occidentale della Prussia.
Durante la Guerra dei tredici anni ("Guerra delle Città "), nel febbraio 1454, la Confederazione prussiana, guidata dalle città di Danzica (Danzig), Elbląg (Elbing), e Toruń (Thorn), dalla borghesia prussiana, così come dai signori della Terra di Chełmno (Kulmerland) chiesero il sostegno del re di Polonia contro il potere dell'ordine Teutonico per incorporare la Prussia nel regno polacco.
La ribellione includeva anche le maggiori città della parte orientale delle terre dell'Ordine, come Kneiphof, una parte di Königsberg. La guerra terminò nell'ottobre del 1466 con la Seconda pace di Toruń, che prevedeva la cessione da parte dell'Ordine, alla corona polacca, dei suoi diritti sulla metà occidentale della Prussia, includendo la Pomerelia e i distretti di Elbing, Malbork (Marienburg), e Chełmno (Kulm).
La Prussia Reale godette di sostanziale autonomia nella sua affiliazione alla Corona di Polonia (essa aveva la sua propria Dieta, tesoreria, unità monetaria ed esercito). Era governata da un consiglio, subordinato al re polacco, i cui membri erano scelti dai signori e ricchi cittadini locali. I Prussiani avevano anche dei seggi riservati per loro nella Dieta polacca, ma scelsero di non usare questo diritto fino all'Unione di Lublino.
Il vescovato di Varmia aveva rivendicato il titolo dello status di Principe-vescovo imperiale, presumibilmente dato dall'Imperatore Carlo IV. Sebbene questa affermazione non sia supportata da nessun documento, fu ampiamente utilizzata nel XVII secolo. Il vescovado continuò a difendere questo status fino alla fine del Sacro Romano Impero nel 1806.
La parte orientale della Prussia rimase sotto il dominio dei Cavalieri teutonici e dei suoi successori, diventando Ducato di Prussia nel 1525, quando l'ultimo Gran Maestro dell'ordine, Alberto von Hohenzollern, adottò il luteranesimo e secolarizzò la terra come suo dominio ereditario.
Nel 1618 il ducato fu ereditato da Giovanni Sigismondo di Hohenzollern. Rimase sotto la sovranità polacca (e brevemente svedese) e dei governanti del Brandeburgo, i quali dovevano giurare formalmente fedeltà, nel ruolo di Duchi di Prussia, alla corona polacca. Il Brandeburgo raggiunse la piena sovranità sul ducato nel trattato di Wehlau del 1657.
Come risultato dell'Unione di Lublino del 1569, l'autonomia della Prussia Reale venne abolita e la regione fu unita alla corona polacca. Gli elettori prussiani divennero senatori e rappresentanti nel parlamento polacco, il Sejm.
Durante la prima (1772) e la seconda (1793) spartizione della Polonia, la Prussia Reale fu gradualmente annessa al Regno di Prussia. Il suo territorio era in gran parte costituito dalla provincia della Prussia occidentale, creata nel 1773, ad eccezione della Varmia che fu unita al Ducato di Prussia per formare la Prussia orientale. Nel 1806, con le guerre napoleoniche, le parti meridionali della Prussia occidentale furono assegnate al Ducato di Varsavia. Dal 1824 al 1878 la Prussia occidentale fu unita alla provincia della Prussia orientale per formare la Provincia della Prussia, ma dopo il 1878 furono ristabilite come province separate.
I territori della Prussia Reale rimasero sotto il Regno di Prussia e poi, sempre nell'ambito della Prussia dell'Impero tedesco, fino alla fine della Prima guerra mondiale.
Dopo il Trattato di Versailles del 1919, gran parte della Prussia occidentale fu assegnata alla Seconda Repubblica di Polonia (Corridoio di Danzica), mentre piccole parti a est e ad ovest della provincia rimasero alla Germania. La parte restante a ovest formò la Marca di Poznań-Prussia Occidentale nel 1922, mentre la parte orientale divenne parte del Distretto della Prussia occidentale all'interno della Prussia orientale.
Con l'invasione nazista del 1º settembre 1939, la Germania si annetté i territori della Prussia occidentale.
Con la Conferenza di Potsdam del 1945, dopo la seconda guerra mondiale, tutta la ex Prussia occidentale fu posta sotto l'amministrazione della Polonia e nei decenni successivi fu riconosciuta come parte dello stato polacco anche dalla Germania Est e Ovest.
La Landsmannschaft Westpreußen (espressione tedesca che significa "Associazione etnica della Prussia occidentale") è un'organizzazione no-profit formata nel 1948 da rifugiati tedeschi nella Germania Ovest, scacciati dalle loro case nella Prussia occidentale durante l'occupazione sovietica e durante le espulsioni dei tedeschi dopo la seconda guerra mondiale.
La provincia storica della Prussia Reale era composta da tre voivodati: voivodato della Pomerania, il voivodato di Chełmno e il voivodato di Malbork. Nell'attuale struttura amministrativa della Polonia gli ex territori della Prussia Reale sono divisi tra il voivodato di Pomerania che comprende per intero l'ex voivodato di Malbork e la parte centro settentrionale dell'ex voivodato di Pomerania, e il voivodato della Cuiavia-Pomerania che comprende la parte meridionale dell'ex voivodato di Pomerania e l'intero ex voivodato di Chelmno, salvo piccoli tratti che ricadono nell'attuale voivodato della Masovia.

## Geografia fisica

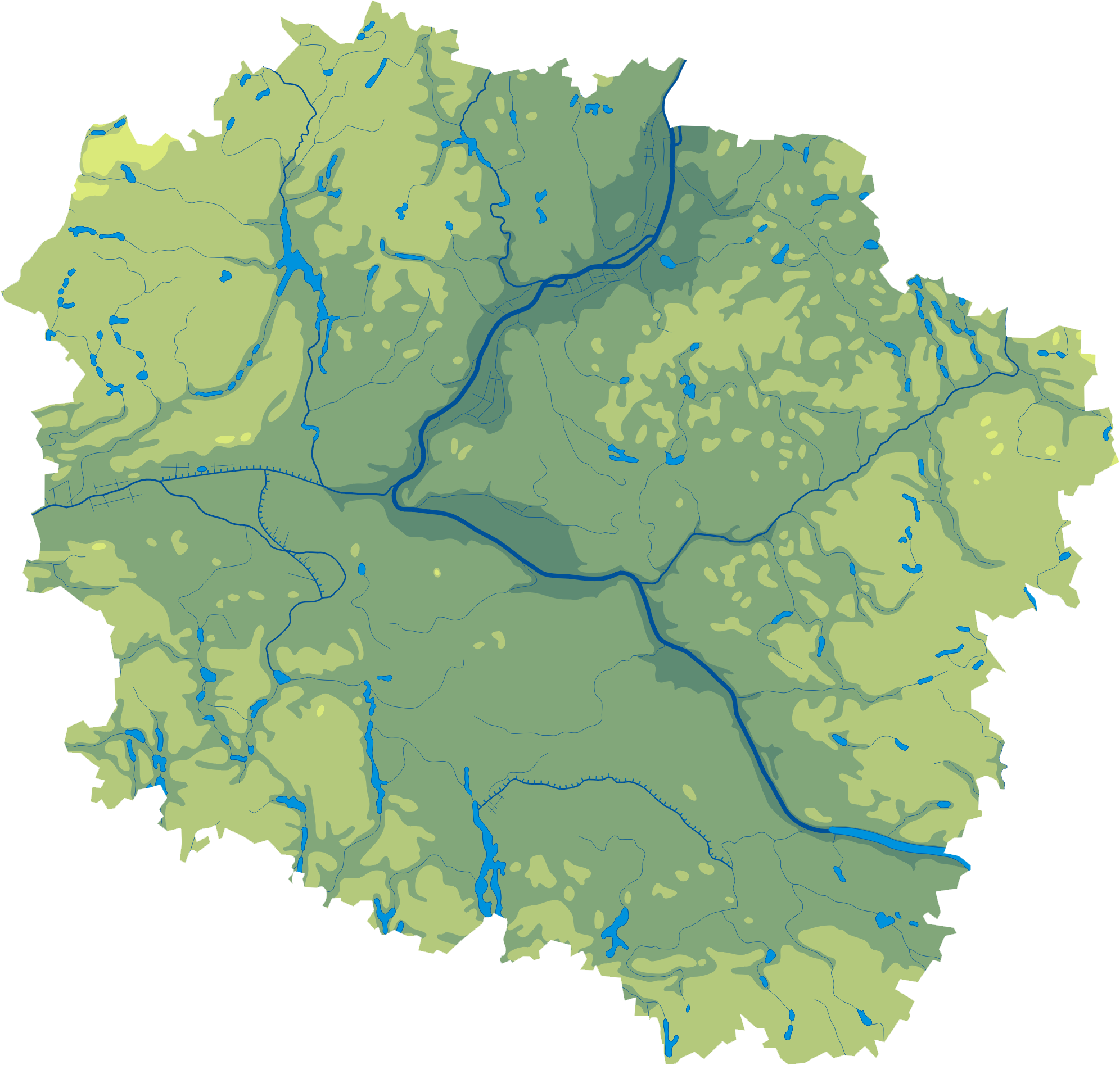
Mappa fisica del voivodato

- Regioni geografiche: Pomerania, Chełmińskie, Dobrzyńskie, Gnieźnieńskie, Krajeńskie, Kujawskie, Pradolina Toruńsko-Eberswaldzka (Kotlina Toruńska, Kotlina Płocka, Dolina Środkowej Noteci), Równina Inowrocławska, Równina Tucholska
- Zone Verdi: Puszcza Bydgoska, Bory Tucholskie
- Regioni storiche: Krajna, Cuiavia, Pomerania Orientale, Grande Polonia (Pałuki), Terra di Chełmno, Terra di Dobrzyń
- Fiumi: Vistola e i suoi affluenti, Drwęca, Brda e Wda a destra Noteć e Warta a sinistra
- Laghi: Wloclawskie, Koronowskie e Goplo

## Evoluzione demografica
Dati del 31 dicembre 2007:
| Descrizione                           | Totale        | Totale        | Donne         | Donne         | Uomini        | Uomini        |
| ------------------------------------- | ------------- | ------------- | ------------- | ------------- | ------------- | ------------- |
| Unità                                 | persone       | %             | persone       | %             | persone       | %             |
| Popolazione                           | 2 066 136     | 100           | 1 069 475     | 51,8          | 996 661       | 48,2          |
| Area                                  | 17 971,69 km² | 17 971,69 km² | 17 971,69 km² | 17 971,69 km² | 17 971,69 km² | 17 971,69 km² |
| Densità di popolazione (abitanti/km²) | 115,0         | 115,0         | 59,5          | 59,5          | 55,5          | 55,5          |

## Amministrazione

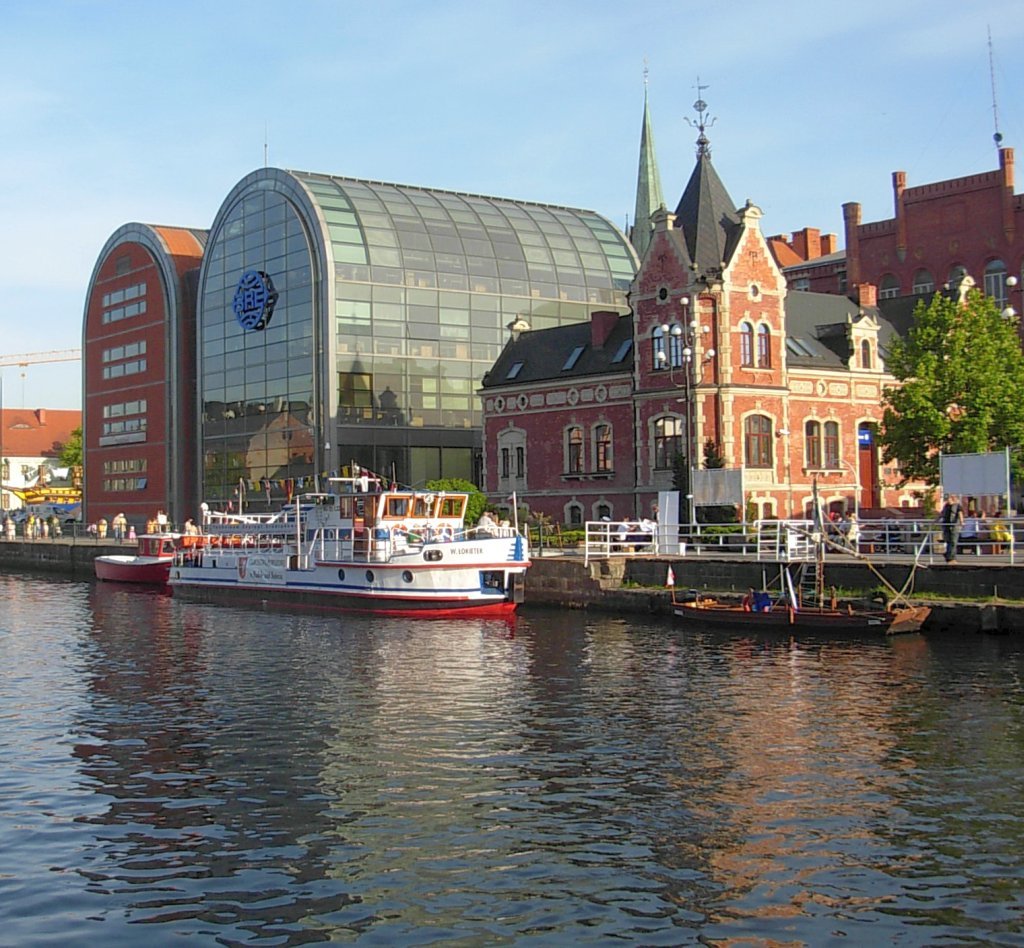
Bydgoszcz, la più grande città del voivodato e sede del suo governatore (Voivoda)

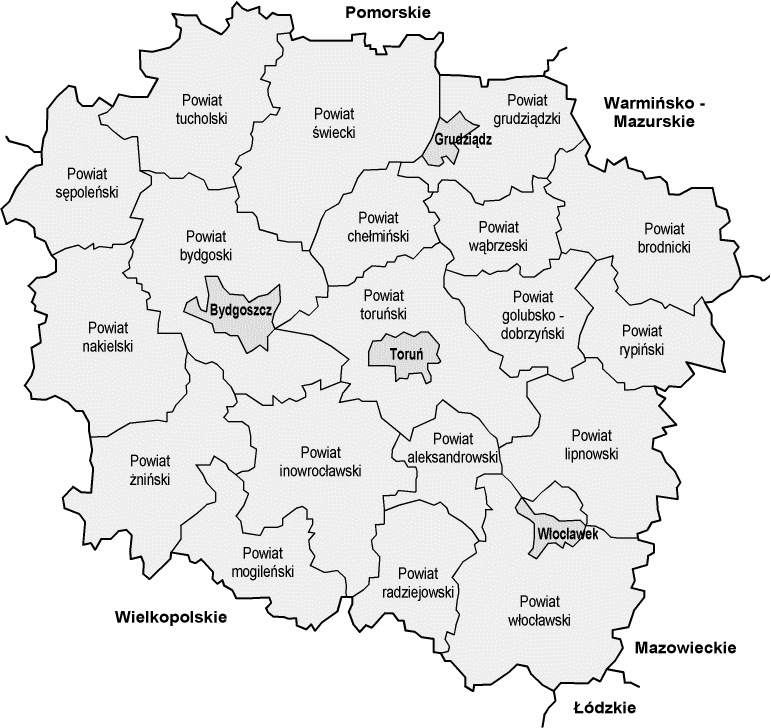
Suddivisione amministrativa del voivodato

Le funzioni di città capoluogo sono condivise tra due città: Bydgoszcz e Toruń. Bydgoszcz serve come sede del governatore centrale o voivoda (in polacco: wojewoda), nominato dal Presidente del consiglio, mentre Toruń è la sede dell'assemblea regionale, eletta ogni quattro anni (sejmik województwa), e dell'esecutivo eletto da questa assemblea, presieduta dal Maresciallo del voivodato (marszałek województwa).

### Suddivisioni amministrative
Il voivodato della Cuiavia-Pomerania è diviso in 23 distretti: 4 distretti urbani e 19 distretti rurali. Questi sono ulteriormente suddivisi in 144 comuni. A volte un distretto porta il loro nome, senza però comprenderli nella sua amministrazione.
I distretti sono elencati nella tabella seguente (in ordine decrescente di popolazione).
| Distretto                                               | Area (km²) | Popolazione (2007) | Sede                 | Altre città                                                                  | Totale comune |
| Distretti urbani                                        |            |                    |                      |                                                                              |               |
| Bydgoszcz                                               | 175        | 361,222            |                      |                                                                              | 1             |
| Toruń                                                   | 116        | 206,619            |                      |                                                                              | 1             |
| Włocławek                                               | 84         | 118,432            |                      |                                                                              | 1             |
| Grudziądz                                               | 58         | 99,090             |                      |                                                                              | 1             |
| Distretti rurali                                        |            |                    |                      |                                                                              |               |
| Distretto di Inowrocław powiat inowrocławski            | 1,225      | 164,571            | Inowrocław           | Kruszwica, Janikowo, Gniewkowo, Pakość                                       | 9             |
| Distretto di Bydgoszcz powiat bydgoski                  | 1,395      | 99,386             | Bydgoszcz *          | Solec Kujawski, Koronowo                                                     | 8             |
| Distretto di Świecie powiat świecki                     | 1,473      | 97,037             | Świecie              | Nowe                                                                         | 11            |
| Distretto di Toruń powiat toruński                      | 1,230      | 91,963             | Toruń *              | Chełmża                                                                      | 9             |
| Distretto di Włocławek powiat włocławski                | 1,472      | 85,303             | Włocławek *          | Brześć Kujawski, Kowal, Lubraniec, Izbica Kujawska, Chodecz, Lubień Kujawski | 13            |
| Distretto di Nakło powiat nakielski                     | 1,120      | 85,050             | Nakło nad Notecią    | Szubin, Kcynia, Mrocza                                                       | 5             |
| Distretto di Brodnica powiat brodnicki                  | 1,039      | 75,204             | Brodnica             | Jabłonowo Pomorskie, Górzno                                                  | 10            |
| Distretto di Żnin powiat żniński                        | 985        | 69,736             | Żnin                 | Barcin, Łabiszyn, Janowiec Wielkopolski                                      | 6             |
| Distretto di Lipno powiat lipnowski                     | 1,016      | 66,063             | Lipno                | Skępe, Dobrzyń nad Wisłą                                                     | 9             |
| Distretto di Aleksandrów Kujawski powiat aleksandrowski | 476        | 55,367             | Aleksandrów Kujawski | Ciechocinek, Nieszawa                                                        | 9             |
| Distretto di Chełmno powiat chełmiński                  | 528        | 51,412             | Chełmno              |                                                                              | 7             |
| Distretto di Tuchola powiat tucholski                   | 1,075      | 47,310             | Tuchola              |                                                                              | 6             |
| Distretto di Mogilno powiat mogileński                  | 676        | 46,833             | Mogilno              | Strzelno                                                                     | 4             |
| Distretto di Golub-Dobrzyń powiat golubsko-dobrzyński   | 613        | 45,111             | Golub-Dobrzyń        | Kowalewo Pomorskie                                                           | 6             |
| Distretto di Rypin powiat rypiński                      | 587        | 44,143             | Rypin                |                                                                              | 6             |
| Distretto di Radziejów powiat radziejowski              | 607        | 41,972             | Radziejów            | Piotrków Kujawski                                                            | 7             |
| Distretto di Sępólno powiat sępoleński                  | 791        | 40,990             | Sępólno Krajeńskie   | Więcbork, Kamień Krajeński                                                   | 4             |
| Distretto di Grudziądz powiat grudziądzki               | 728        | 38,559             | Grudziądz *          | Łasin, Radzyń Chełmiński                                                     | 6             |
| Distretto di Wąbrzeźno powiat wąbrzeski                 | 501        | 34,763             | Wąbrzeźno            |                                                                              | 5             |
| * Sede non parte del distretto                          |            |                    |                      |                                                                              |               |

### Città e paesi

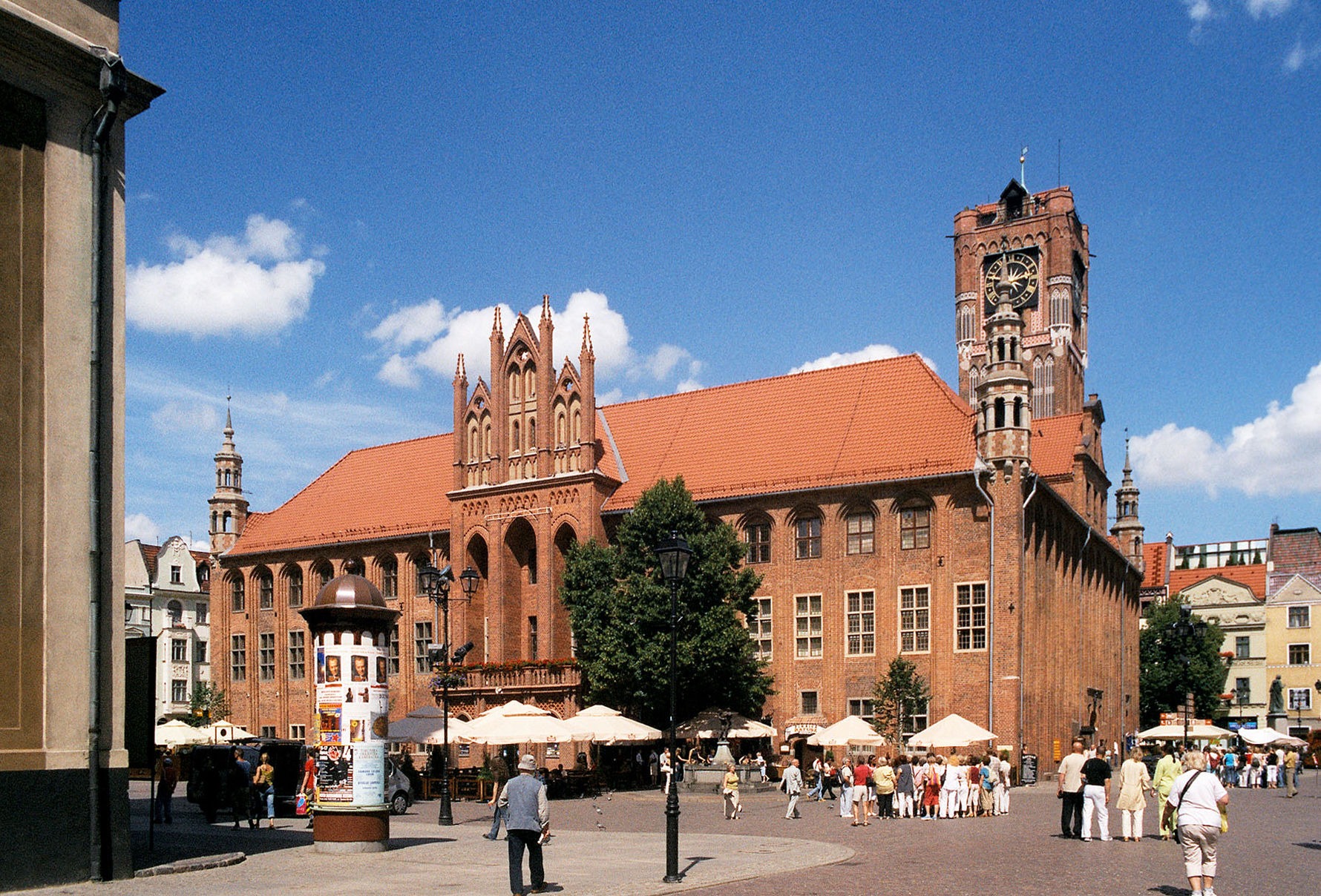
La città medievale di Toruń, luogo di nascita di Niccolò Copernico, è oggi sede dell'assemblea provinciale

Il voivodato comprende 52 città e paesi. Sono elencati di seguito in ordine decrescente di popolazione:
- Bydgoszcz (364.953)
- Toruń (207.381)
- Włocławek (119.608)
- Grudziądz (99.299)
- Inowrocław (77.095)
- Brodnica (27.624)
- Świecie (25.614)
- Chełmno (20.388)
- Nakło nad Notecią (19.409)
- Rypin (16.565)
- Chełmża (15.273)
- Solec Kujawski (15.060)
- Lipno (14.834)
- Żnin (14.052)
- Tuchola (13.935)
- Wąbrzeźno (13.796)
- Golub-Dobrzyń (13.006)
- Mogilno (12.359)

- Aleksandrów Kujawski (12.359)
- Ciechocinek (10.855)
- Koronowo (10.784)
- Kruszwica (9.373)
- Szubin (9.326)
- Sępólno Krajeńskie (9.258)
- Janikowo (9.111)
- Barcin (7.810)
- Gniewkowo (7.254)
- Nowe (6.252)
- Strzelno (6.054)
- Pakość (5.789)
- Więcbork (5.788)
- Radziejów (5.756)
- Kcynia (4.679)
- Brześć Kujawski (4.522)
- Piotrków Kujawski (4.509)
- Łabiszyn (4.473)

- Mrocza (4.203)
- Janowiec Wielkopolski (4.114)
- Kowalewo Pomorskie (4.055)
- Jabłonowo Pomorskie (3.658)
- Kowal (3.484)
- Skępe (3.442)
- Łasin (3.276)
- Lubraniec (3.207)
- Izbica Kujawska (2.783)
- Dobrzyń nad Wisłą (2.269)
- Kamień Krajeński (2.251)
- Nieszawa (2.012)
- Chodecz (1.936)
- Radzyń Chełmiński (1.915)
- Górzno (1.362)
- Lubień Kujawski (1.299)

## Politica
Il governo del voivodato della Cuiavia-Pomerania è guidato dal voivoda (governatore) che è nominato dal Primo ministro polacco. Il Voivoda è poi assistito nello svolgimento dei suoi doveri dal Maresciallo del voivodato, che è il presidente designato per il governo del voivodato eletto dal Sejmik (assemblea regionale). Il Sejmik della Cuiavia-Pomerania è composto da 33 membri.

### Elenco dei Marescialli del voivodato
| Nr | Maresciallo del voivodato     | Mandato          | Mandato          |
| Nr | Maresciallo del voivodato     | da               | a                |
| -- | ----------------------------- | ---------------- | ---------------- |
| 1  | Waldemar Achramowicz (SLD-UP) | 1999             | 24 novembre 2006 |
| 2  | Piotr Całbecki (PO)           | 24 novembre 2006 | 28 novembre 2010 |
| 3  | Piotr Całbecki (PO)           | 28 novembre 2010 |                  |

### Elenco dei Voivoda
| Nr | Voivoda                    | Mandato          | Mandato          | Primo ministro              |
| Nr | Voivoda                    | da               | a                | Primo ministro              |
| -- | -------------------------- | ---------------- | ---------------- | --------------------------- |
| 1  | Józef Rogacki (AWS/SKL)    | 1º gennaio 1999  | 21 ottobre 2001  | Jerzy Buzek                 |
| 2  | Romuald Kosieniak (SLD-UP) | 21 ottobre 2001  | 26 gennaio 2006  | Leszek Miller e Marek Belka |
| 3  | Józef Ramlau (PiS)         | 26 gennaio 2006  | 24 luglio 2006   | Kazimierz Marcinkiewicz     |
|    | Marzenna Drab (PiS) (p.o.) | 24 luglio 2006   | 7 novembre 2006  | Jarosław Kaczyński          |
| 4  | Zbigniew Hoffmann (PiS)    | 7 novembre 2006  | 29 novembre 2007 | Jarosław Kaczyński          |
| 5  | Rafał Bruski (PO)          | 29 novembre 2007 |                  | Donald Tusk                 |

## Infrastrutture e trasporti
Le infrastrutture sono d'importanza critica per l'economia del voivodato. La Cuiavia-Pomerania è uno dei maggiori punti nodali nel sistema dei trasporti polacco. Le linee ferroviarie provenienti da sud e da est passano attraverso Bydgoszcz al fine di raggiungere i maggiori porti del Mar Baltico. In aggiunta a questo, Bydgoszcz è sede della PESA SA, il più grande e moderno produttore di prodotti ferroviari e tramviari della Polonia. L'unico aeroporto internazionale della provincia è l'quello di Bydgoszcz, che ha collegamenti con numerose destinazioni europee così come la capitale Varsavia; è gestito dal vettore irlandese Ryanair e da Polskie Linie Lotnicze LOT.
Le principali stazioni ferroviarie del voivodato sono Bydgoszcz Centrale e Toruń Centrale; entrambe le stazioni sono servite dai veloci treni PKP Intercity i quali le collegano con la capitale Varsavia, così come le altre maggiori città polacche. In aggiunta a questi veloci servizi espressi, treni interregionali sono gestiti dalla società Regionalne Przewozy, mentre il trasporto ferroviario nazionale all'interno il voivodato è fornito da Arriva RP, una ditta privata a cui il governo provinciale ha subappaltato la fornitura del servizio di trasporto ferroviario.
Tutte le maggiori città della provincia hanno compagnie di trasporto municipale su autobus, mentre Bydgoszcz, Toruń e Grudziądz hanno inoltre un esteso sistema di tram.

### Strade principali
Strade nazionali che attraversano la regione
- (Danzica – Świecie – Toruń – Włocławek – Łódź – Katowice – Cieszyn Confine di stato UE  della Repubblica Ceca )
- (Świecie – Bydgoszcz – Poznań – Breslavia – Lubawka Confine di stato UE  della Repubblica Ceca )
- (Lubieszyn Confine di stato UE  della Germania  - Stettino – Stargard Szczeciński – Piła – Bydgoszcz – Toruń – Płońsk)
- (Trzebnica – Jarocin – Gniezno – Inowrocław – Toruń – Brodnica – Ostróda)
- (Dolna Grupa – Grudziądz – Łasin – Iława – Olsztyn – Ełk – Augustów – Ogrodniki Confine di stato UE  della Lituania )
- (Bobolice – Człuchów – Bydgoszcz – Inowrocław – Konin – Kalisz – Gęsia Górka)
- (Stolno – Grudziądz – Kwidzyn – Malbork – Nowy Dwór Gdański)
- (Trzeciewiec – Koronowo)
- (Strzelno – Włocławek – Płock – Nowy Dwór Mazowiecki – Siemiatycze)
- (Lipno – Włocławek)
- (Pawłówek – Bydgoszcz – Zławieś Wielka – Toruń – Lubicz)
- (Rusocin – Tczew – Gniew – Nowe – Dolna Grupa – Nowe Marzy)

### Aeroporti
- Aeroporto di Bydgoszcz
- Aeroporto di Bydgoszcz-Biedaszkowo
- Aeroporto di Toruń-Bielany
- Aeroporto di Kruszyn
- Aeroporto di Grudziądz-Lisie Kąty
- Aeroporto di Inowrocław

## Economia
Nel 2017 il prodotto interno lordo per persona nel voivodato è stato di 41.875 PLN.
Principali parchi industriali e di investimento nel voivodato:
- Parco industriale e tecnologico di Bydgoszcz,,
- Parco tecnologico di Toruń,
- Parco industriale e tecnologico della zona di sviluppo economico di – Włocławek,
- Parco industriale di Solec Kujawski,
- Parco industriale di Grudziądz,
- Vistula Park Świecie.

Società del Voivodato di Kuyavian-Pomerania quotate alla Borsa polacca (GPW):
- Apator
- Drozapol
- Immobile
- Krezus
- Neuca
- Oponeo.pl
- Projprzem Makrum
- Hydrotor
- Vivid Games
- Kruszwica

Il tasso di disoccupazione nel Voivodato di Kuyavian-Pomerania era:
- 2017 – 9,9%
- 2018 – 8,8%

## Istruzione

### Bydgoszcz
- Università Casimiro il grande di Bydgoszcz (dal 1º settembre 2005, Accademia di Bydgoszcz)
- Università di Tecnologia-Scienze della vita. Jana i Jędrzeja Śniadeckich di Bydgoszczy
- Accademia Musicale Feliksa Nowowiejskiego di Bydgoszczy
- Collegio medico universitario Mikołaja Kopernika a Toruń (ex Università di scienze mediche)
- University college di Cuiavia-Pomerania
- University college di Bydgoszcz
- Seminario della diocesi di Bydgoszcz
- Seminario maggiore della Congregazione missionaria del Santo Spirito
- University college d'economia di Bydgoszcz
- Accademia di Lettere ed Economia di Łódź (divisione di Bydgoszcz)
- University college per l'Ambiente di Bydgoszcz
- University college d'informatica di Łódź (filiale della Facoltà)
- University college di Scienze della Salute di Bydgoszcz
- Università A. Mickiewicza di Poznan
- University college of Banking di Toruń, Dipartimento delle finanze e di gestione di Bydgoszcz
- Accademia centrale di studi avanzati d'economia di Bydgoszcz a Poznań
- University college di Management e Finanza di Poznań (filiale di Bydgoszcz)
- Public Teacher Training College
- Universal Education Society

### Toruń
- Università Niccolò Copernico
- Università di Varmia-Masuria di Olsztyn (Campus Centro Didattico di Toruń)
- Università di Danzica (College linguistico)
- Centro di Formazione di Artiglieria e armamento di Toruń
- Collegio per i Servizi Sociali dei Lavoratori di Toruń
- Public Teacher Training College di Toruń
- Accademia di Belle Arti Strzeminski di Łódź (Mody College di Belle Arti di Toruń)
- University college of Banking di Toruń
- University college di Filologia Ebraica di Torun
- University college di cultura sociale e dei media a Toruń
- Università Niccolò Copernico – Seminario maggiore di Toruń
- School of Business Torun
- School of Management (Campus Centro Didattico)
- University college di Toruń

### Włocławek
- Scuola Superiore Professionale di Stato di Włocławek
- University college di Lettere ed Economia di Włocławek
- University college di Informatica – College di scienze informatiche di Łódź (Campus Succursale di Wloclawek)
- University college di tecnologie e imprenditorialità di Włocławek
- Seminario maggiore di Włocławek

### Grudziądz
- Università Niccolò Copernico – Campus Centro Didattico di Grudziadz
- Politecnico di Danzica – Campus Centro Didattico di Grudziadz
- Accademia di Lettere ed Economia di Łódź – Campus Centro Didattico di Grudziadz
- University college di Grudziądz

### Świecie
- University college di Management di Swiecie
- University college di lingue straniere di Swiecie

### Tuchola
- Scuola di Gestione Ambientale di Tuchola

## Aree protette
Le Aree protette nel voivodato della Cuiavia-Pomerania includono i nove parchi paesaggistici (in polacco Park Krajobrazowy) elencati qui di seguito:
- Parco paesaggistico di Brodnica (parzialmente nel voivodato della Varmia-Masuria)
- Parco paesaggistico di Chełmno
- Parco paesaggistico del lago Gopło
- Parco paesaggistico di Górzno-Lidzbark (parzialmente nel voivodato della Masovia e il voivodato della Varmia-Masuria)
- Parco paesaggistico di Gostynin-Włocławek (parzialmente nel voivodato di Masovia)
- Parco paesaggistico di Krajna
- Parco paesaggistico di Tuchola (parzialmente nel voivodato della Pomerania)
- Parco paesaggistico della Vistola
- Parco paesaggistico di Wda

### Riserve naturali
Al 30 aprile 2004 il voivodato aveva 91 riserve naturali per una superficie totale di 8044,8 ettari, che rappresentano circa lo 0,5% della superficie. 
Riserve più grandi per superficie:
- Riserva naturale Millennium Nadgoplański (2.313.76 ettari)
- Riserva naturale Valle del fiume Brda (1.681.50 ettari)
- Riserva naturale ittofaunistica del fiume Drwę (543,47 ettari)
- Riserva naturale della torbiera di Stążka (478,45 ettari)
- Riserva naturale faunistica del lago Rakutowskie (414.07 ettari)

Le riserve integrali sono:
- Riserva naturale Tisza Staropolskie – Leon Wyczółkowski
- Riserva naturale Osiny
- Riserva naturale Linja
- Riserva naturale Szumny Zdrój
- Riserva naturale Plutowo
- Riserva naturale Montagna Sacra Lawrence
- Riserva naturale Stręszek
- Riserva naturale Black Bryńsk

### Riserve della biosfera
- Riserva della Biosfera Bory Tucholskie (l'area della riserva ricade anche nel voivodato della Pomerania).

### Monumenti Naturali
Il registro provinciale di conservazione naturale contiene 1.708 monumenti della natura, tra cui 891 alberi singoli, 642 gruppi di alberi, 87 massi erratici, 55 viali e 57 altri oggetti. Tra gli l'alberi nella lista è presente la "quercia della Repubblica" vecchia di 400 anni vicino a Górzno e la quercia di 600 anni, "Chrobry", nel villaggio di Nogat vicino a Łasin. I viali più importanti sono vicino a Radomin – questi sono alberati con il faggio, lungo il tragitto tra Radomin, Bocheniec e Piórkowa. La città più ricca di monumenti naturali è Bydgoszcz (82 oggetti). Molti alberi monumentali e gruppi di alberi sono situati nei parchi rurali e nei palazzi di corte.